# 310
El 310 (CCCX) fou un any comú començat en diumenge del calendari julià.

## Necrològiques
- Maximià, ex-emperador romà i pare de l'emperador Maxenci, és executat.[1]
- El Papa Eusebi mor a l'exili.[2]